# Портрет на семейството на Франческо І
„Портрет на семейството на Франческо І“ (на италиански: „Ritratto della famiglia di Francesco I“) е картина на италианския художник Джузепе Камарано от 1820 г. Картината (397 х 313 см) е изложена в Зала 37 на Национале музей „Каподимонте“ в Неапол. Използваната техника е маслени бои върху платно.

## История
При избухването на въстанието на републиканците в Неапол през 1799 г. крал Фердинанд IV (от 1816 г. Фердинанд I на Двете Сицилии) напуска града и заминава за Сицилия с цялото си семейство. Много скоро в Неапол е върната монархията и 1801 г. Фердинанд IV се завръща в града, но синът му Франческо I остава в Сицилия, за да се върне в Неапол на 2 юли 1820 г. След завръщането си в града Франческо I посвещава картината на 16-ия рожден ден на баща си, вече Фердинанд I на Двете Сицилии, чиято изработка поверява на Джузепе Камарано. Платното първоначално през 1823 г. е поставено в двореца в Портичи, а през 1830 г. е преместена в Дворец „Каподимонте“. С Обединението на Италия (17 март 1861 г.) творбата на Джузепе Камарано отново е преместена, този път в Кралския дворец в Казерта, за да бъде върната по-късно в Неапол в Кралския апартамент на Национален музей „Каподимонте“.

## Описание
Платното, което в своята цялост изглежда почти на границата на гротескното и карикатура, чието сравнение с изложения в близост Портрет на семейството на Фердинанд IV от Ангелика Кауфман се оказва безпощадно, показва членовете на семейството на Франческо І. Съпругата му Мария Изабела е изобразена с принцесите Мария Каролина, Мария Антония, Луиза Карлота и Мария Кристина. Виждаме и принцеса Мария Амалия, която, придържана от баща ѝ Франческо I, коронясва с корона от цветя мраморен бюст, с принц Фердинанд възнамеряващ да напише името на дядо си на колоната под бюста, както и принцовете Карлос и Леополд в близост до баща им. Тук не са изобразени дъщерята на Франческо I от първия му брак с Мария Клементина Хабсбург-Лотарингска – Каролина, както и Антонио. Представянето на скулптурата е в чест на известния по същото време Антонио Канова. На заден план се забелязват гледка към гора, част от Неаполитанския залив, и Везувий – това показва мястото, където е рисуван портретът, а именно паркът на Двореца „Каподимонте“ (в наши дни Музей „Каподимонте“).